# Davos Dorf

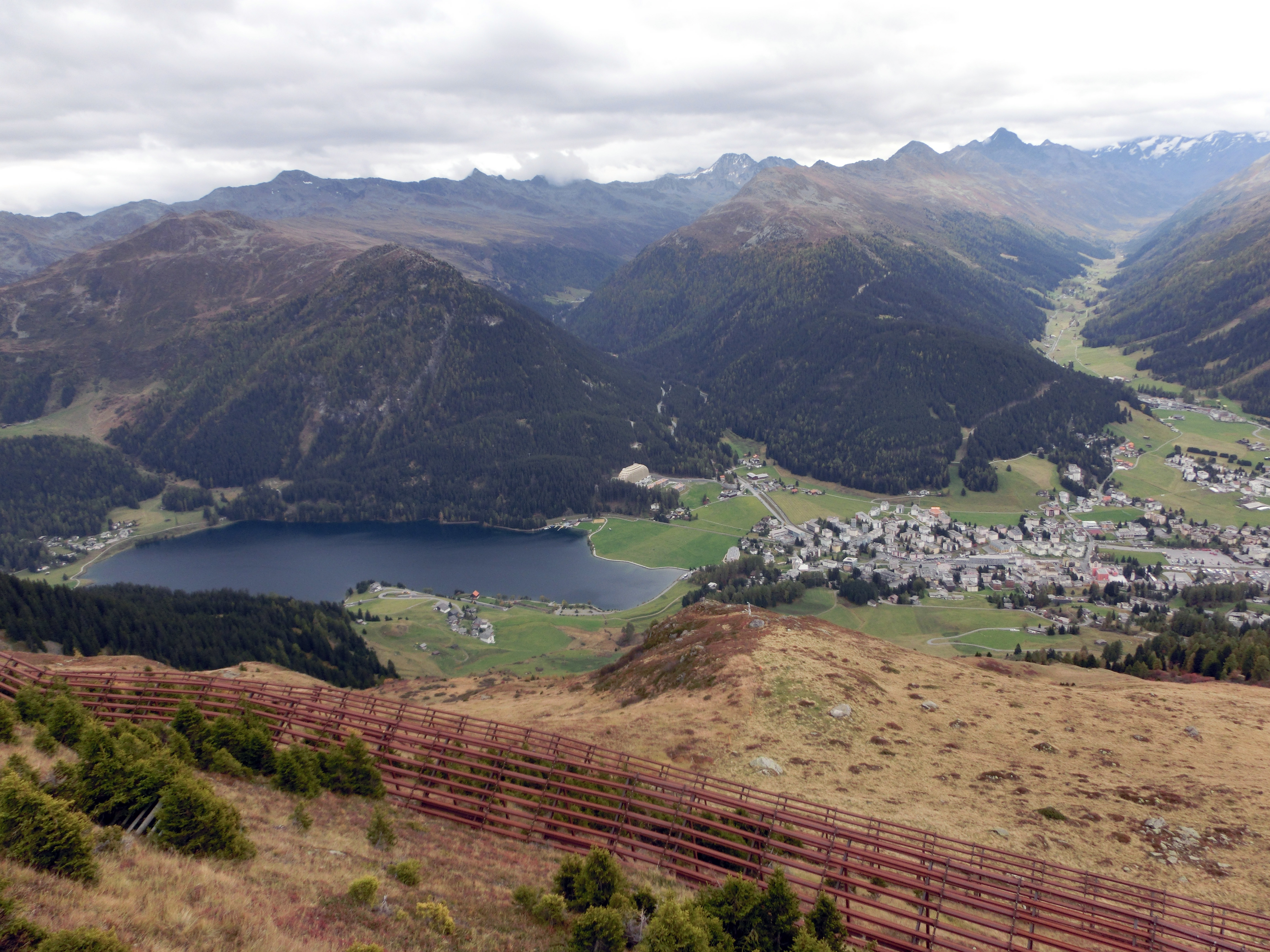
Blick auf Davos Dorf und den Davosersee (2014)

Davos Dorf ist eine der zwei grösseren Fraktionen (Ortsteile) der Gemeinde Davos im Schweizer Kanton Graubünden. Bis Ende 2018 bestand eine Fraktionsgemeinde gleichen Namens, zu der auch das Flüelatal, die Siedlung Wolfgang mit dem Wolfgangpass und der Weiler Laret jenseits des Passes gehörten. Im Süden ist Davos Dorf mit Davos Platz zusammengewachsen.
In Davos Dorf befindet sich die Talstation der Parsennbahn, im Flüelatal die Pischa-Seilbahn. Ein ausgedehntes Netz von Wanderwegen lädt zu Spaziergängen ebenso wie zu anspruchsvollen Bergwanderungen ein. Im Grossen Jenatschhaus, das im 16. Jahrhundert erbaut wurde, ist das Heimatmuseum Davos untergebracht.
Bedeutende Institutionen in Davos Dorf sind die Hochgebirgsklinik Davos und das WSL-Institut für Schnee- und Lawinenforschung SLF.

## Geschichte

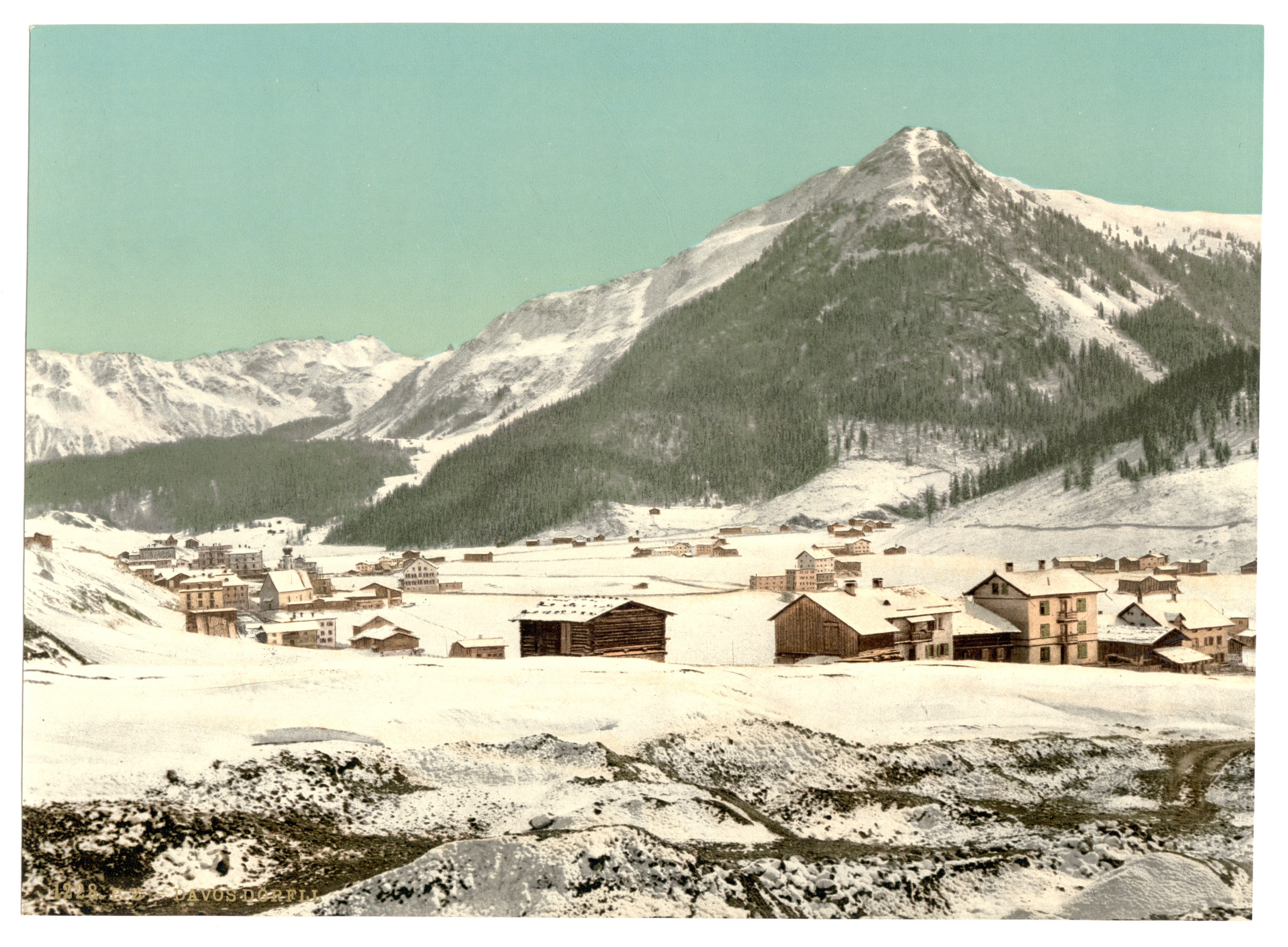
«Davos Dörfli» mit der Kirche St. Theodul um 1890/1900 (Photochromdruck)

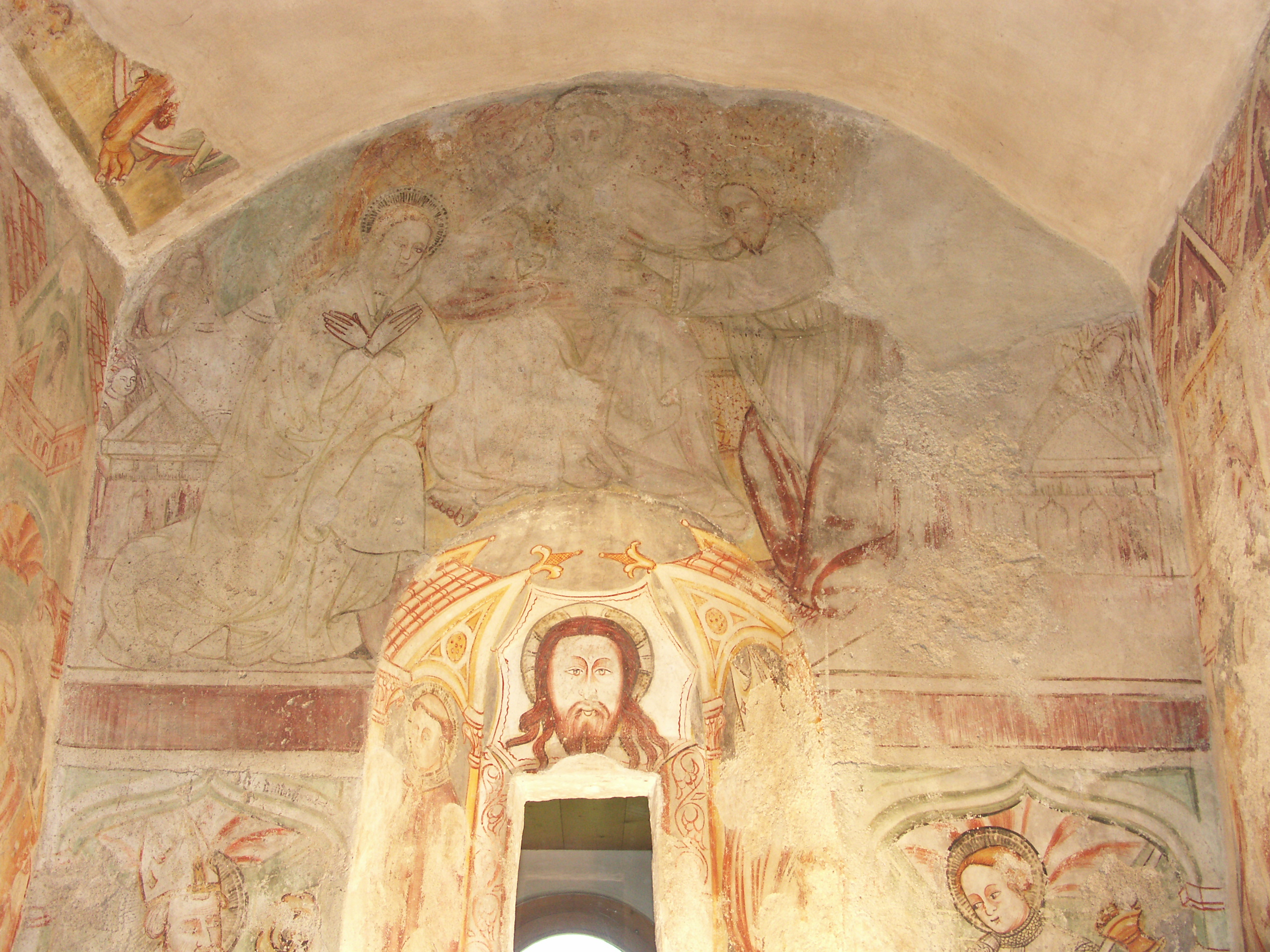
Freskenraum der Kirche St. Theodul

Das Tal von Davos wurde im Hochmittelalter von romanischen Bauern aus dem Albulatal und dem Engadin besiedelt. Um 1280 siedelten die Freiherren von Vaz zusätzlich Walser an; zu zwei Romanenhöfen kamen zwölf Walserhöfe hinzu. 1328 wurde das Allmendgebiet erweitert durch den Kauf des Flüelatals, welches vorher zu Susch gehört hatte.
Die heutige reformierte Kirche von Davos Dorf, die in vorreformatorischer Zeit dem heiligen Theodul, Bischof von Sitten, gewidmet war, wurde 1514 im Stil einer spätgotischen Hallenkirche erbaut. Wesentlich älter als das Kirchenschiff ist aber ein reich mit Fresken ausgestatteter ehemaliger Chorraum: Er stammt aus der Mitte des 14. Jahrhunderts. Um 1526 bekannte sich Davos zur Reformation. 1680 löste sich die Pfarrei Davos Dorf, zu der auch die kleine Kirche in Laret gehörte, von der bisherigen Hauptkirche St. Johann in Davos Platz. Die römisch-katholischen Christen errichteten um 1930 die Kirche Herz Jesu.
Ab der Mitte des 19. Jahrhunderts begann sich Davos grundlegend zu verändern: Der Arzt Alexander Spengler entdeckte die heilende Kraft der Bergluft für Tuberkulosepatienten; es entstand der Luftkurort Davos. Die heutige Hochgebirgsklinik Davos in Wolfgang wurde 1898 als Deutsche Heilstätte eröffnet.
1890 wurde die Bahnstrecke Landquart–Davos Platz fertiggestellt, mit Stationen in Laret, Wolfgang und Davos Dorf. Nach 1900 entwickelte sich Davos zum Wintersportplatz. In den 1920er-Jahren erlangte es als Ferienort gesellschaftliche Bedeutung, unter anderem dank sportlicher Wettkämpfe wie dem Spengler Cup, der seit 1923 ausgetragen wird. 1931/1932 wurde die Parsennbahn als Standseilbahn von Davos Dorf zum Weissfluhjoch erbaut. Ab 1936 bestand auf dem Weissfluhjoch ein Kältelabor; 1942 wurde das Eidgenössische Institut für Schnee- und Lawinenforschung gegründet, das heutige WSL-Institut für Schnee- und Lawinenforschung SLF.
Das walserische Tafaasertüütsch (= Davoserdeutsch) hat sich jüngerer Zeit in den «Unterschnitt» (die kleineren Fraktionen Davos Frauenkirch, Davos Glaris, Davos Monstein und Davos Wiesen) zurückgezogen.

## Bilder

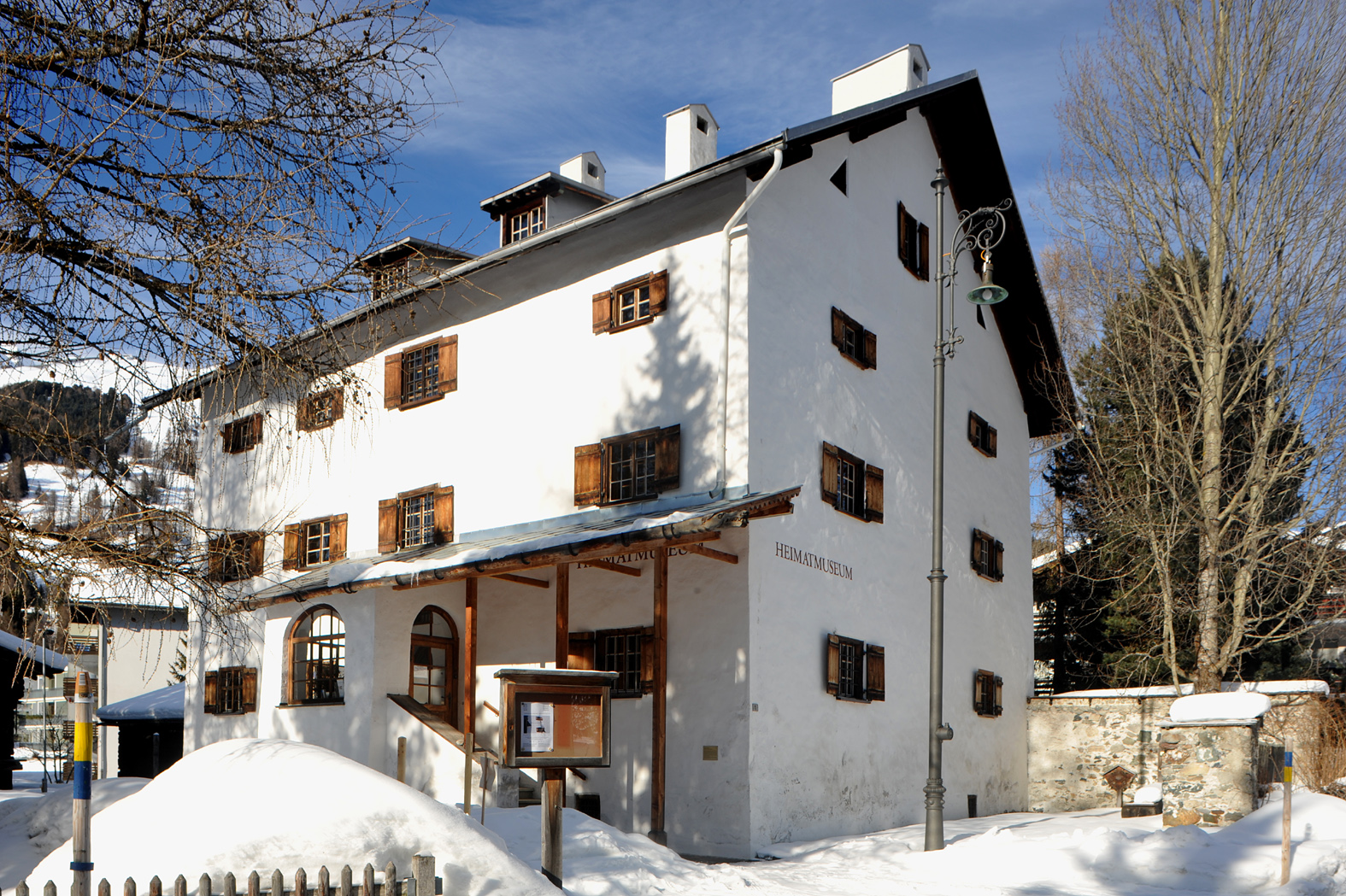
Heimatmuseum im «Grossen Jenatschhaus»
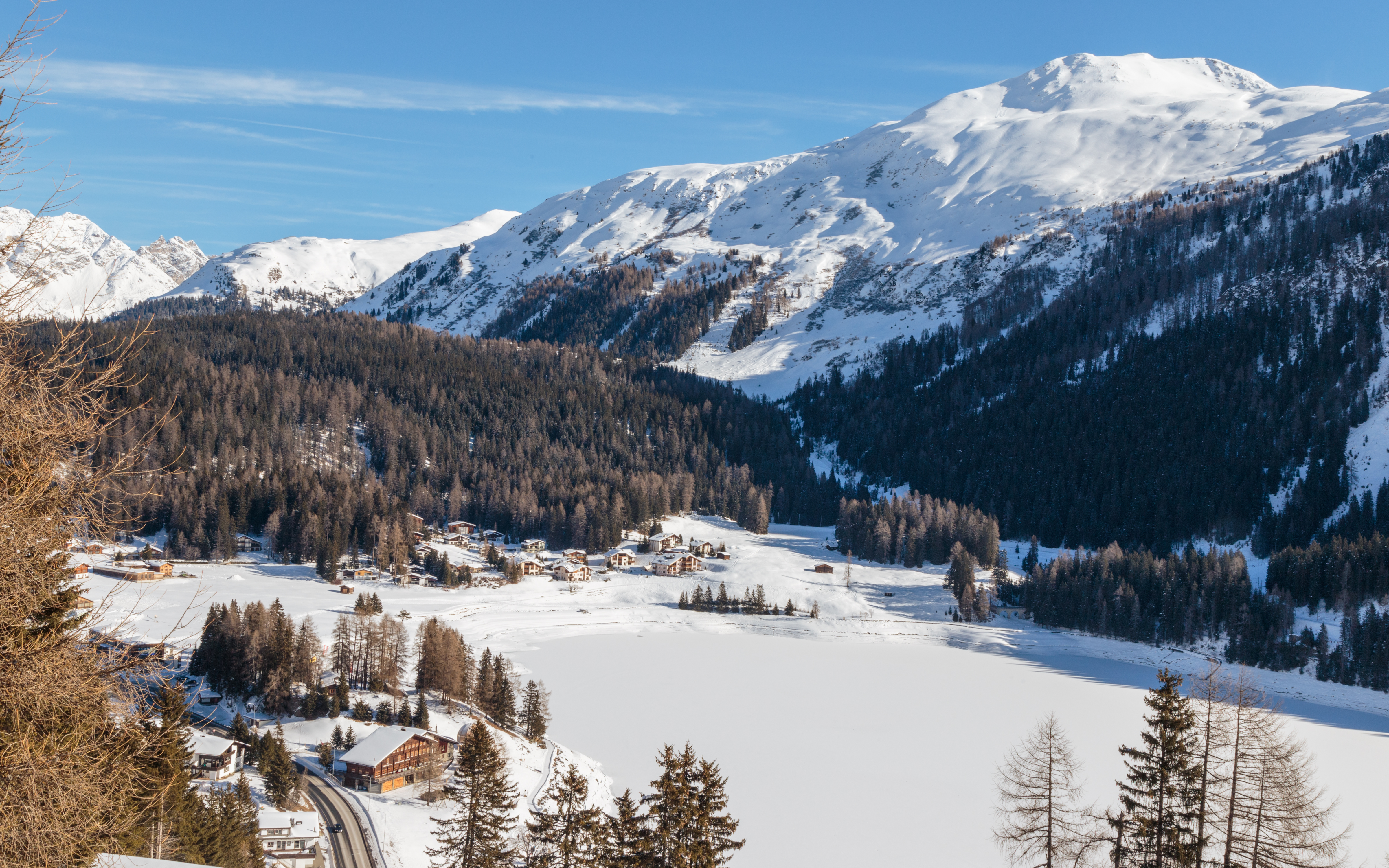
Davosersee mit Siedlung «Höhwald»; Berg rechts: Hüreli
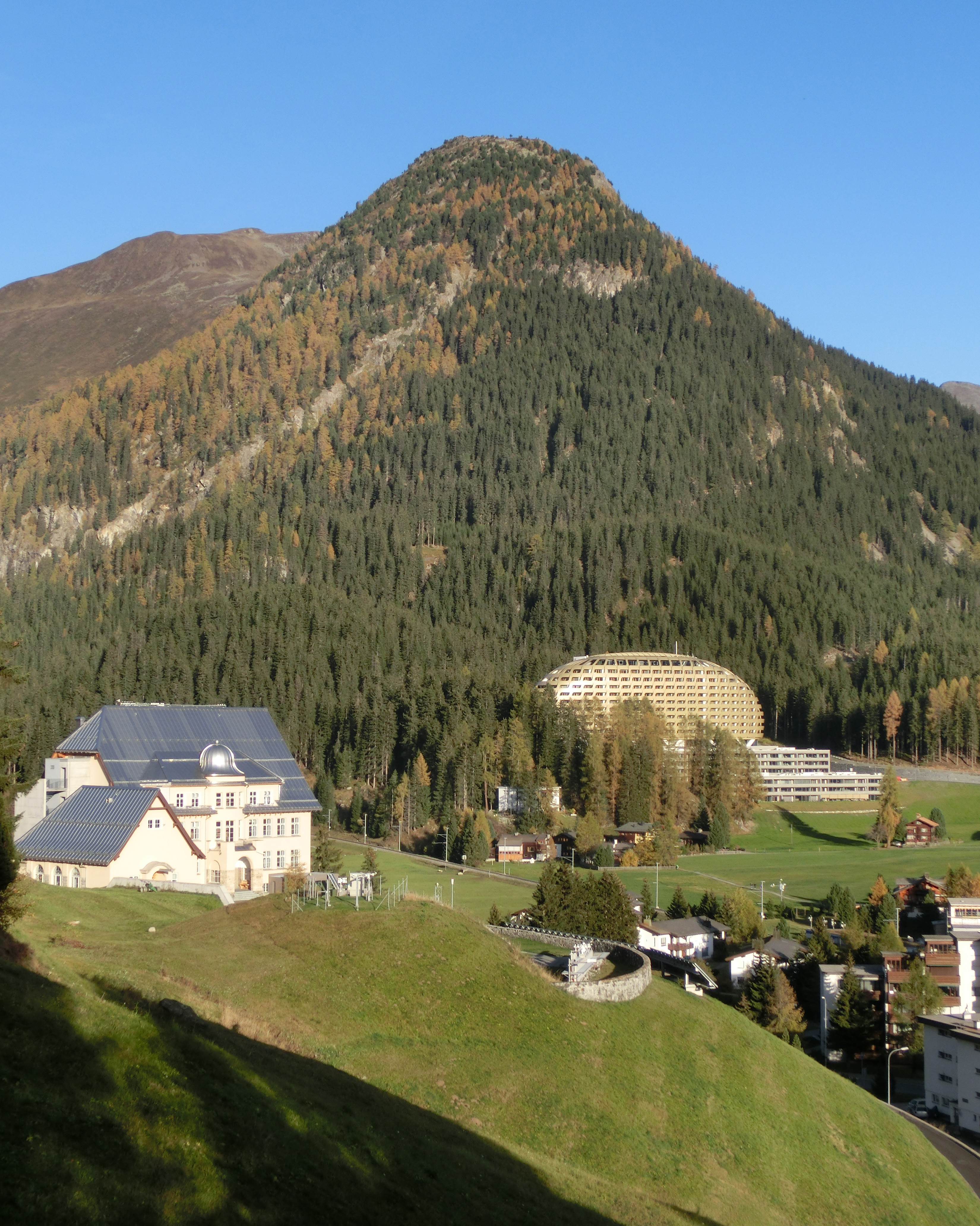
Physikalisch-Meteorologisches Observatorium, AlpenGold Hotel und Seehorn
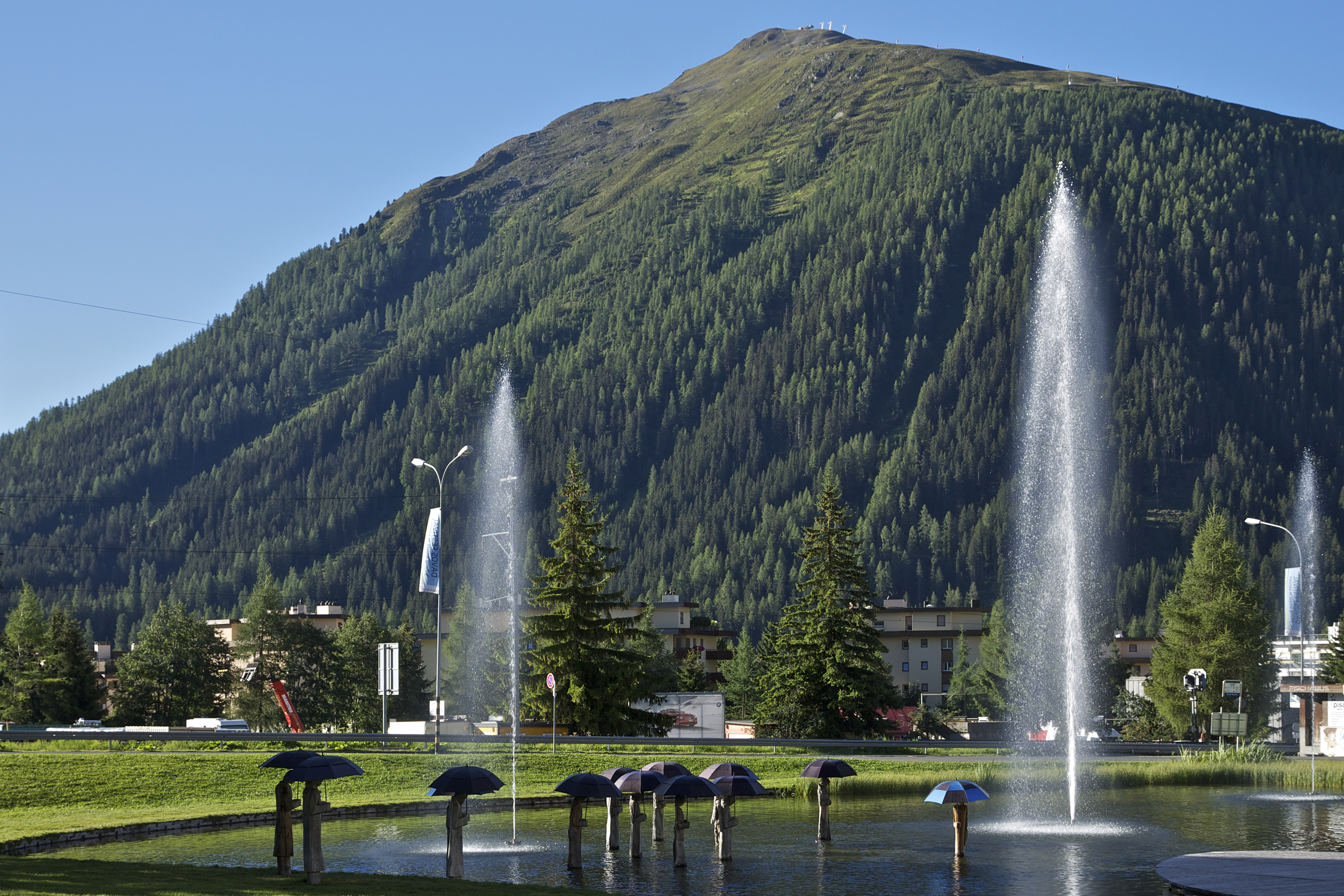
«Seehofseeli» mit Figuren des Künstlers Andreas Hofer; Jakobshorn
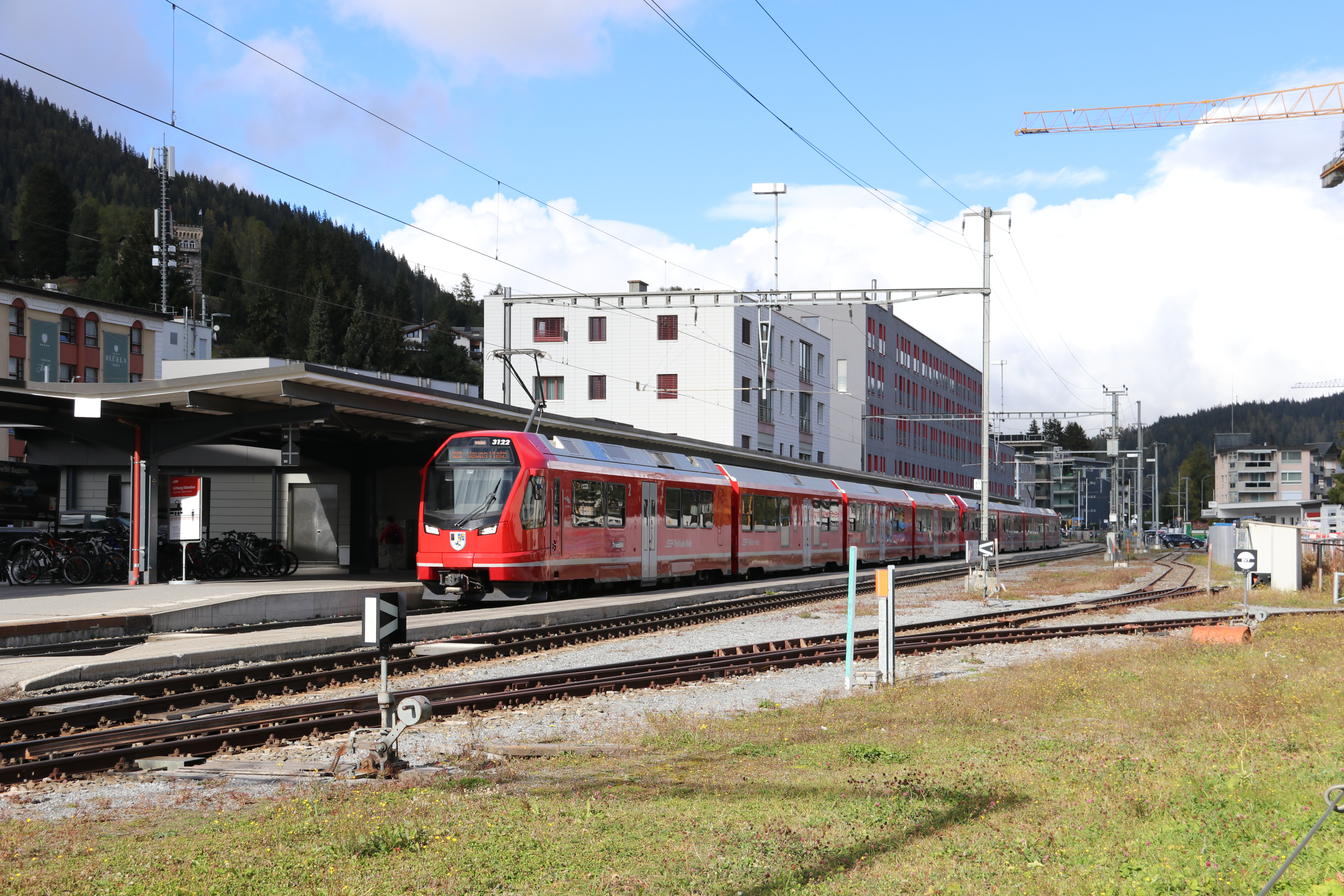
Bahnhof Davos Dorf (2024)